# Halosaurus ridgwayi
Espèce
Halosaurus ridgwayi est une espèce de poissons téléostéens.